# Beta Ursae Majoris
Désignations
Beta Ursae Majoris (β UMa / β Ursae Majoris, Bêta de la Grande Ourse), également nommée Mérak, est une étoile dans la constellation de la Grande Ourse. Sa magnitude apparente est de 2,37. D'après la mesure de sa parallaxe annuelle par le satellite Hipparcos, l'étoile est située à ∼ 79,7 a.l. (∼ 24,4 pc) de la Terre. Elle se rapproche du Système solaire à une vitesse radiale de −13,1 km/s.
Elle est plus familière aux observateurs de l'hémisphère nord comme étant une des « étoiles de pointage » du Chariot : prolonger une ligne imaginaire entre Mérak et l'étoile voisine Dubhé permet en effet de retrouver la position de l'étoile polaire (α Ursae Minoris). C'est également une des cinq étoiles de l'astérisme du Chariot qui constitue une partie d'un amas lâche appelé le courant d'étoiles de la Grande Ourse, partageant la même zone de l'espace et non seulement la même zone du ciel observé.

## Nomenclature et histoire

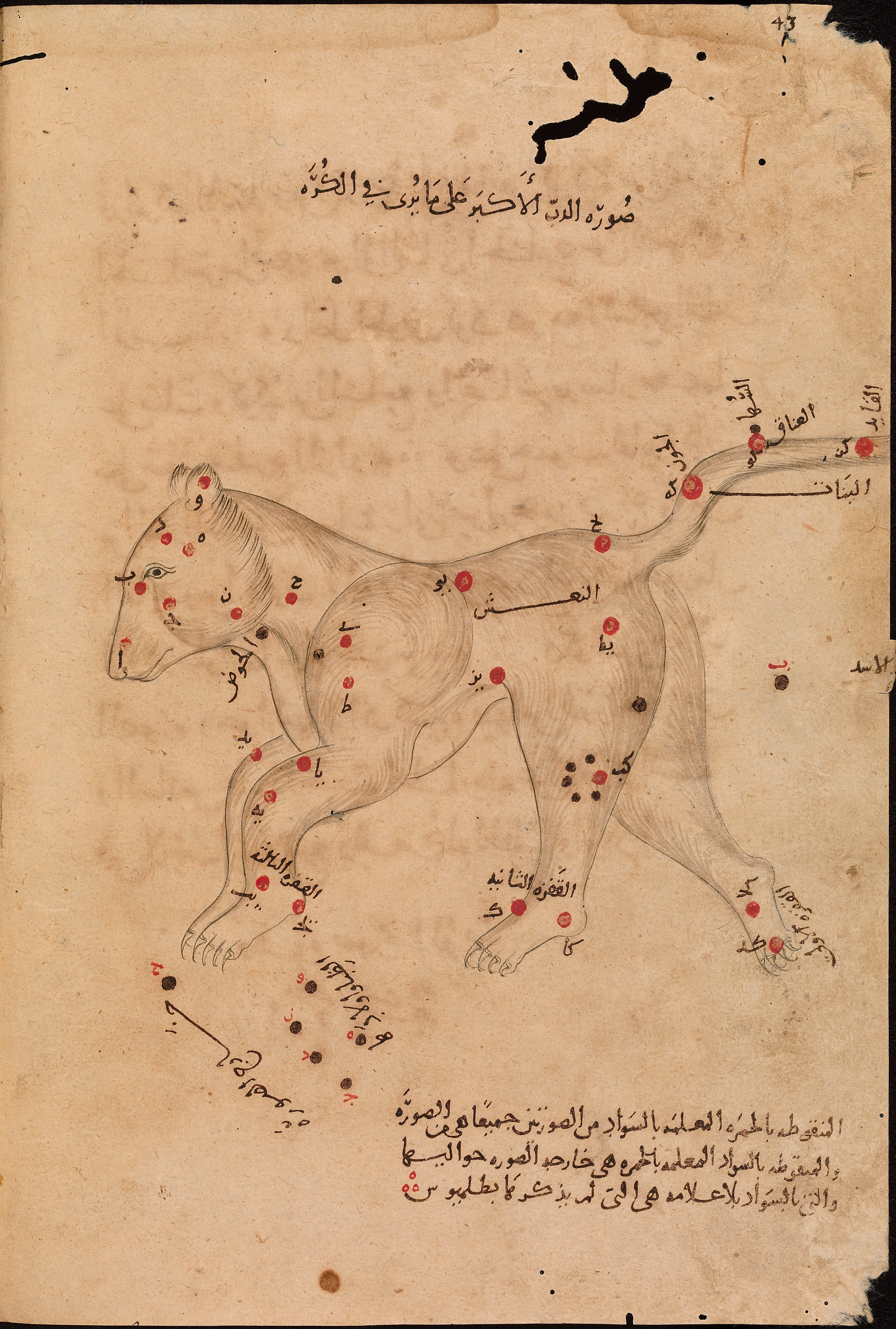
الدبّ الأكبر al-Dubb al-Akbar, « la Grande Ourse » dans une édition du traité de ᶜAbd al-Raḥmān al-Ṣūfī XIe s.

Merak (Mérak en français) est le nom de l'étoile à présent approuvé par l’Union astronomique internationale (UAI). Il vient de l’arabe مراقّ الدبّ الأكبر Marāqq al-Dubb al-Akbar, « le Bas-ventre du Grand Ours », qui s’inscrit tardivement dans le cadre de la représentation grecque reprise par astronomes arabes au IXe siècle. Dans sa traduction du زيجِ سلطانی Zīğ-i Sulṭānī ou « Tables sultaniennes » d’Uluġ Bēg (1437), Thomas Hyde (1665) donne la transcription ‘Merâk AlDub AlAcber’. En passant par l’intermédiaire du philologue Friedrich Wilhelm Lach (1796), qui donne ‘meràk el-dub el achbar’, Johann Elert Bode donne une première fois sous la forme simplifiée Merak. Immédiatement après lui, Giuseppe Piazzi (1814) retourne directement à Thomas Hyde pour donner également Merak. C’est grâce à ces deux auteurs que la forme Merak entre dans les catalogues.

## Description
Mérak est classée comme une étoile sous-géante blanche de type spectral A1 IVps (Sr II), avec le suffixe « p (Sr II) » qui indique que son spectre présente des particularités, dont une surabondance marquée en strontium ionisé deux fois. Elle apparaît être en effet une étoile Am légère, qui présente des surabondances inhabituelles de certains métaux dans son spectre. Par ailleurs, elle tourne relativement lentement sur elle-même, ce qui est typique des étoiles Am, avec une vitesse de rotation projetée de 46 km/s. Dans son spectre cela se traduit par la présente des raies plus fines que la normale d'où la lettre « s » (sharp) du type spectral.
Étant une étoile de type A, Mérak est légèrement plus chaude, plus grande et beaucoup plus brillante que le Soleil. L'étoile est entourée par un disque de poussière similaires à ceux découverts autour de Fomalhaut ou de Véga.